# ヤサル・タカク
ヤサル・タカク（Jasar Takak, 1982年3月4日 - ）は、オランダ・北ブラバント州スヘルトーヘンボス出身のサッカー選手。ポジションはミッドフィールダー。